# Ямагата Исабуро
Ямагата Исабуро (яп. 山縣 伊三郎 Ямагата Исабуро:) — японский политик. Приёмный сын маршала Ямагаты Аритомо, 1-й генеральный инспектор Кореи и 6-й губернатор Квантунской области.

## Биография
Исабуро был племянником маршала Ямагаты Аритомо, но, поскольку у последнего не было детей, он официально усыновил Исабуро. В молодости Ямагата Исабуро ездил стажироваться в Германию, а после возвращения стал активно участвовать в японской политике. В 1906 году он занимал ряд должностей в префектуре Токусима, а через два года стал членом верхней палаты японского парламента. 15 июня 1909 года, после отставки Ито Хиробуми с поста генерал-резидента, новым генерал-резидентом стал Сонэ Арасукэ, а Ямагата был назначен его заместителем.
После аннексии Кореи Ямагата занял аналогичный пост генерального инспектора Кореи, на котором он оставался 9 лет — при генерал-губернаторах Тэраути и Хасэгаве. Однако при новом генерал-губернаторе — Сайто Макото, Ямагата Исабуро был вынужден оставить свой пост. С 1920 по 1922 годы Ямагата был губернатором Квантунской области. В 1922 году, после смерти приёмного отца, Ямагата унаследовал его княжеский титул. Тогда же он стал членом Тайного Совета.
24 сентября 1927 года Ямагата Исабуро скончался.